# Juraj Gyimesi
Juraj Gyimesi, též György Gyimesi (* 2. října 1935), byl slovenský a československý politik maďarské národnosti, po sametové revoluci politik a poslanec Sněmovny lidu za hnutí Együttélés, respektive za Maďarské křesťanskodemokratické hnutí, později v 90. letech předák menší formace Maďarské ľudové hnutie za zmierenie a prosperitu.

## Biografie
Ve volbách roku 1990 zasedl do Sněmovny lidu (volební obvod Východoslovenský kraj) za hnutí Együttélés, respektive za koalici Együttélés-Maďarské křesťanskodemokratické hnutí. Ve Federálním shromáždění setrval do své rezignace v březnu 1991. V rámci hnutí Együttélés zastával funkci místopředsedy, do níž byl zvolen na ustavujícím sněmu hnutí v březnu 1990.
Profesí byl lékařem. Během 90. let se postupně distancoval od hlavního proudu politické reprezentace maďarské menšiny na Slovensku. V únoru 1995 označil Maďarské kresťanskodemokratické hnutie za platformu ovládanou extrémní pravicí. V březnu 1995 byl proto ze strany vyloučen. V říjnu 1995 zakládal novou politickou stranu maďarské menšiny – Maďarské ľudové hnutie za zmierenie a prosperitu. Ta se profilovala jako subjekt blízký tehdy vládnímu HZDS. Byl předsedou této strany. Strana ovšem po neúspěchu ve volbách v roce 1998 zanikla.